# 2023年富山県議会議員選挙
2023年富山県議会議員選挙（2023ねんとやまけんぎかいぎいんせんきょ）は、富山県における議決機関の一つである富山県議会を構成する議員を全面改選するために行われる選挙である。第20回統一地方選挙の前半戦投票日である2023年4月9日に投票が行われた。

## 概要
富山県議会の任期4年が満了したことに伴って実施の選挙。なお、議会議員選挙は1947年（昭和22年）4月に実施された第1回の選挙からいずれも統一地方選挙の日程で実施されている。また、平成の大合併などで市町村議選の時期がずれた結果、富山県内で今回の統一地方選挙として執行される唯一の選挙となった。
2023年3月31日に告示され、定数40に対し57人が立候補。無投票当選が決まった選挙区は3つだった。

## 基礎データ
- 選挙事由：任期満了
- 選挙形態：地方議会議員選挙
- 告示日：2023年3月31日
- 投票日：2023年4月9日
- 選挙区：13選挙区（うち3選挙区で無投票）
- 定数：40名

### 立候補者数
出典：
| 党派 | 党派         | 計 | 新旧別 | 新旧別 | 新旧別 | 改選前 |
| 党派 | 党派         | 計 | 現職   | 元職   | 新人   | 改選前 |
| ---- | ------------ | -- | ------ | ------ | ------ | ------ |
|      | 自由民主党   | 33 | 28     | 0      | 5      | 32     |
|      | 立憲民主党   | 4  | 3      | 0      | 1      | 3      |
|      | 日本共産党   | 3  | 2      | 0      | 1      | 2      |
|      | 公明党       | 1  | 0      | 0      | 1      | 1      |
|      | 日本維新の会 | 1  | 0      | 0      | 1      | 0      |
|      | 参政党       | 1  | 0      | 0      | 1      | 0      |
|      | 無所属       | 0  | 0      | 1      | 13     | 0      |
| 合計 | 合計         | 57 | 33     | 1      | 23     | 38     |

## 当選者
自民党 
 立憲民主党 
 共産党 
 公明党 
 無所属 
| 富山市   | 第1      | 種部恭子   | 奥野詠子   | 佐藤則寿 | 中川忠昭 |
| 富山市   | 第1      | 火爪弘子   | 岡崎信也   | 藤井大輔 | 五十嵐務 |
| 富山市   | 第1      | 庄司昌弘   | 尾山謙二郎 | 大井陽司 |          |
| 富山市   | 第2      | 宮本光明   | 立村好司   | 井上学   |          |
| 高岡市   | 高岡市   | 嶋川武秀   | 山本徹     | 瀬川侑希 | 川島国   |
| 高岡市   | 高岡市   | 針山健史   | 井加田まり | 渡辺守人 |          |
| 魚津市   | 魚津市   | 沢崎豊     | 寺口智之   |          |          |
| 氷見市   | 氷見市   | 菅沢裕明   | 光澤智樹   |          |          |
| 滑川市   | 滑川市   | 大門良輔   |            |          |          |
| 黒部市   | 黒部市   | 川上浩     | 谷村一成   |          |          |
| 砺波市   | 砺波市   | 米原蕃     | 瘧師富士夫 |          |          |
| 小矢部市 | 小矢部市 | 筱岡貞郎   |            |          |          |
| 南砺市   | 南砺市   | 武田慎一   | 安達孝彦   |          |          |
| 射水市   | 射水市   | 永森直人   | 八嶋浩久   | 瀧田孝吉 |          |
| 中新川郡 | 中新川郡 | 亀山彰     | 山崎宗良   |          |          |
| 下新川郡 | 下新川郡 | 鍋嶋慎一郎 | 鹿熊正一   |          |          |

### 補欠選挙
| 年     | 月日     | 選挙区       | 当選者   | 当選政党 | 欠員     | 欠員政党 | 欠員事由 |
| ------ | -------- | ------------ | -------- | -------- | -------- | -------- | -------- |
| 2024年 | 10月27日 | 高岡市選挙区 | 横田誠二 | 無所属   | 渡辺守人 | 自民党   | 死去     |

自民党関連
1. 1 2 3 4 5 6 7 8 9 10 11 12 13 14 15 16 17 18 19 20 21 22 23 24 25 26 27 28 29 30  「自由民主党富山県議会議員会」に参加
2. 1 2 3 4 5  「自民党新令和会」に参加
3. 1 2 3 4  当選後自民党に入党

議員死去
1. ↑  2024年9月、死去。